# رپلیکین‌ها
رپلیکین‌ها (انگلیسی: Replikins) گروهی از پپتیدها هستند که افزایش سطح آنان را در درون ویروس‌ها و سایر میکروب‌ها، با افزایش سرعت رشد آنها مرتبط می‌دانند.
رپلیکین‌ها نقش بسیار مهمی در قدرت عفونت‌زایی و کشندگی برخی ویروس‌ها ایفا می‌کنند. با استفاده از این پروتئین‌ها، دانشمندان توانستند وقوع دنیاگیری ۲۰۰۹ آنفلوانزای خوکی را که ناشی از ویروس آنفلوانزای A زیرگروه H1N1 بود، یک سال پیش از رخداد آن، به‌درستی پیش‌بینی کنند.
دو پژوهش‌گر در سال ۲۰۰۱ میلادی روشی برای تشخیص رپلیکین‌ها ارائه کردند. این مولکول‌ها را نخستین بار، یک شرکت خصوصی به همین نام (رپلیکین‌ها) شناسایی نمود.